# Garwood (New Jersey)
Garwood – miejscowość  w hrabstwie Union w stanie New Jersey w USA. Według danych z 2010 roku Garwood zamieszkiwało ponad 4 tys. osób.